# Saison 2 de Victoria
Chronologie
Saison 1 Saison 3
Cet article présente le guide de la seconde saison de la série télévisée britannique Victoria.

## Généralités
- La saison est diffusée au Royaume-Uni depuis le 27 août 2017 sur ITV.
- La saison est diffusée en France depuis le 10 mai 2018 sur Altice Studio.
- La saison est diffusée en Suisse depuis le 16 mai 2018 sur RTS Un.

## Distribution de la saison

### Acteurs principaux
- Jenna Coleman : Victoria
- Tom Hughes : Albert de Saxe-Cobourg-Gotha
- Catherine Flemming : Duchesse de Kent
- Daniela Holtz : La baronne Lehzen
- Nell'Hudson : Miss Skerrett
- Ferdinand Kingsley : Charles Elmé Francatelli
- Tommy Knight : Brodie
- David Oakes : Prince Ernest
- Adrian Schiller : Penge
- Peter Firth : Duc de Cumberland et de Teviotdale
- Alex Jennings : Roi Léopold
- Bebe Cave : Wilhelmina Coke
- Margaret Clunie : Duchesse de Sutherland
- Tilly Steele : Miss Cleary
- Leo Suter : Edward Drummond
- Jordan Waller : Lord Alfred Paget
- Anna Wilson-Jones : Lady Portman
- Diana Rigg : Duchesse de Buccleuch

### Acteurs récurrents
- Rufus Sewell : Lord Melbourne
- Nigel Lindsay : Sir Robert Peel
- Gabriel Constantin : Monsieur Philippe

## Épisodes

### Episode 1:Une fille de soldat
- Royaume-Uni : 27 août 2017 sur ITV
- France : 10 mai 2018 sur Altice Studio
- Suisse : 16 mai 2018 sur RTS Un

### Episode 2:Le monstre aux yeux verts
- Royaume-Uni : 3 septembre 2017 sur ITV
- France : 10 mai 2018 sur Altice Studio
- Suisse : 16 mai 2018 sur RTS Un

### Episode 3:Chaîne et trames
- Royaume-Uni : 10 septembre 2017 sur ITV
- France : 17 mai 2018 sur Altice Studio
- Suisse : 23 mai 2018 sur RTS Un

### Episode 4:Les péchés du père
- Royaume-Uni : 17 septembre 2017 sur ITV
- France : 17 mai 2018 sur Altice Studio
- Suisse : 23 mai 2018 sur RTS Un

### Episode 5:Entente cordiale
- Royaume-Uni : 24 septembre 2017 sur ITV
- France : 24 mai 2018 sur Altice Studio
- Suisse : 30 mai 2018 sur RTS Un

### Episode 6:Foi, Espérance et Charité
- Royaume-Uni : 1er octobre 2017 sur ITV
- France : 24 mai 2018 sur Altice Studio
- Suisse : 30 mai 2018 sur RTS Un

### Episode 7:Le Roi sur l'autre rive
- Royaume-Uni : 8 octobre 2017 sur ITV
- France : 31 mai 2018 sur Altice Studio
- Suisse : 6 juin 2018 sur RTS Un

### Episode 8:Le luxe de la conscience
- Royaume-Uni : 15 octobre 2017 sur ITV
- France : 31 mai 2018 sur Altice Studio
- Suisse : 6 juin 2018 sur RTS Un

### Episode Spécial Noël:Joie et réconfort
- Royaume-Uni : 25 décembre 2017 sur ITV
- Suisse : 13 juin 2018 sur RTS Un